# ベーケーシュチャバ - ケテジャーン - ヴェーステー - ピュシュペクラダーニ線
ベーケーシュチャバ - ケテジャーン - ヴェーステー - ピュシュペクラダーニ線（ハンガリー語;Békéscsaba–Kötegyán–Vésztő–Püspökladány-vasútvonal）は、ハンガリー国鉄の鉄道線の名称である。路線番号は128。

## 運行形態[1]
下記4つの運転系統に分かれる。
- ベーケーシュチャバ - ヴェーステー
2時間に1本の運行。ビツェレとジュライ・ヴァーロシェルデーはごく一部のみ停車する。
過去の運行形態
2020年以前は、ビツェレにも大部分が停車していた。ジュライ・ヴァーロシェルデーは、秋季・冬季全列車通過、春季・夏季のみ一日4往復停車していた。
2021年度以降、大部分がビツェレ通過となった。
2023年度より、2023年秋より秋季も一日2往復がジュライ・ヴァーロシェルデーに停車する様になった[2]。
2024年4月の改正で、ジュライ・ヴァーロシェルデー停車は春・夏の一日1.5往復、秋の東行1本のみとなった[3]。

- ベーケーシュチャバ - ケテジャーン - サロンタ
一日2往復の運行。うち1往復は、ヴェーステー発着の車両と連結してベーケーシュチャバまで乗り入れる。

- ヴェーステー - セグハロム - ジョマ
2-4時間に1本の運行。セグハロム以北は、127号線に直通する。また、セグハロムで、ピュシュペクラダーニ方面の列車に接続する。
- セグハロム - ピュシュペクラダーニ
2時間に1本の運行。うち1.5往復が、ヴェーステーまで乗り入れる。

## 駅一覧
以下では、ハンガリー国鉄128号線の駅と営業キロ、停車列車、接続路線などを一覧表で示す。

### ベーケーシュチャバ - ピュシュペクラダーニ間
- ■印：全列車停車
- ●印：大部分停車、一部通過
- ○印：大部分通過、一部停車
- ｜印：全列車通過

| 路線名 | 駅名                                         | 駅間営業キロ | 累計営業キロ | S | 接続路線                                                                                         | 所在地                 | 所在地                 |
| ------ | -------------------------------------------- | ------------ | ------------ | - | ------------------------------------------------------------------------------------------------ | ---------------------- | ---------------------- |
| 128    | ベーケーシュチャバ駅                         | -            | 0            | ■ | 120号線（ブラショフ方面、ブダペスト方面） 121号線（メゼーヘジェシュ方面）、135号線（セゲド方面） | ベーケーシュ県         | ベーケーシュチャバ郡   |
| 128    | フェーニェシュ駅                             | 8            | 8            | ● |                                                                                                  | ベーケーシュ県         | ベーケーシュチャバ郡   |
| 128    | ビツェレ駅                                   | 1            | 9            | ○ |                                                                                                  | ベーケーシュ県         | ジュラ郡               |
| 128    | ジュラ駅                                     | 7            | 16           | ■ |                                                                                                  | ベーケーシュ県         | ジュラ郡               |
| 128    | ジュライ・ヴァーロシェルデー駅（臨時駅）     |              | (22)         | ○ |                                                                                                  | ベーケーシュ県         | ジュラ郡               |
| 128    | ヨージェフ・サナトーリウム駅                 | 7            | 23           | ■ |                                                                                                  | ベーケーシュ県         | ジュラ郡               |
| 128    | シャルカディ・ツコルジャール駅               | 5            | 28           | ■ |                                                                                                  | ベーケーシュ県         | シャルカド郡           |
| 128    | シャルカド駅                                 | 1            | 29           | ■ |                                                                                                  | ベーケーシュ県         | シャルカド郡           |
| 128    | ケテジャーン駅                               | 7            | 36           | ■ | サロンタ方面                                                                                     | ベーケーシュ県         | シャルカド郡           |
| 128    | メーフケレーク駅                             | 3            | 39           | ■ |                                                                                                  | ベーケーシュ県         | シャルカド郡           |
| 128    | シャルカドケレストゥール駅                   | 6            | 45           | ■ |                                                                                                  | ベーケーシュ県         | シャルカド郡           |
| 128    | オカーニ駅                                   | 11           | 56           | ■ |                                                                                                  | ベーケーシュ県         | シャルカド郡           |
| 128    | ヴェーステー駅                               | 8            | 64           | ■ |                                                                                                  | ベーケーシュ県         | セグハロム郡           |
| 128    | セグハロム駅                                 | 13           | 77           | ■ | 127号線（ジョマ方面）                                                                            | ベーケーシュ県         | セグハロム郡           |
| 128    | フュゼシュジャルマトフュルデー駅             | 10           | 87           | ■ |                                                                                                  | ベーケーシュ県         | セグハロム郡           |
| 128    | フュゼシュジャルマト駅                       | 2            | 89           | ■ |                                                                                                  | ベーケーシュ県         | セグハロム郡           |
| 128    | ビハルナジバヨム駅                           | 12           | 101          | ■ |                                                                                                  | ハイドゥー・ビハール県 | ピュシュペクラダーニ郡 |
| 128    | シャールレートゥドヴァリ駅                   | 4            | 105          | ■ |                                                                                                  | ハイドゥー・ビハール県 | ピュシュペクラダーニ郡 |
| 128    | セレプ駅                                     | 3            | 108          | ■ |                                                                                                  | ハイドゥー・ビハール県 | ピュシュペクラダーニ郡 |
| 128    | ホシュスーハート駅                           | 3            | 111          | ■ |                                                                                                  | ハイドゥー・ビハール県 | ピュシュペクラダーニ郡 |
| 128    | ピュシュペクラダーニ・ヴァーシャールテール駅 | 10           | 121          | ■ |                                                                                                  | ハイドゥー・ビハール県 | ピュシュペクラダーニ郡 |
| 128    | ピュシュペクラダーニ駅                       | 3            | 124          | ■ | 100号線（ブダペスト方面、ニーレジハーザ方面） 101号線（ビハルケレステシュ方面）                  | ハイドゥー・ビハール県 | ピュシュペクラダーニ郡 |

### ケテジャーン - サロンタ間
| 路線名 | 駅名           | 駅間営業キロ | 累計営業キロ | 接続路線                                              | 所在地         | 所在地       |
| ------ | -------------- | ------------ | ------------ | ----------------------------------------------------- | -------------- | ------------ |
| 128    | ケテジャーン駅 | -            | 0            | ベーケーシュチャバ方面、ヴェーステー方面              | ベーケーシュ県 | シャルカド郡 |
| 128    | サロンタ駅     | 14           | 14           | ルーマニア国鉄310号線（ティミショアラ方面、ヤシ方面） | ビホル県       | サロンタ市   |